# 111-108
111-108 — региональная серия многосекционных крупнопанельных жилых домов, разработанная Ленинградским зональным научно-исследовательским институтом экспериментального проектирования (ныне — ОАО «СПбЗНИиПИ») в 1970-е годы и применяемая по настоящее время в строительстве 5- и 9-этажных домов.

## География распространения
Дома серии 111-108 в настоящее время формируют облик Витебска и городов Витебской области в Белоруссии, где они возводятся заводом крупнопанельного домостроения РУП «Витебский ДСК» с 1975 года. Помимо Витебска, дома серии 111-108 встречаются также в Москве, Туле,  Великом Новгороде, Луге, Тосно, Череповце, Пензе, Смоленске, Вологде и в городах Башкирии — Уфе, Стерлитамаке, Салавате, Мелеузе, Ишимбае и Белорецке, Красном Селе.

## Описание серии
Серия 111-108 была разработана для 5-, 9- и 10-этажных зданий и блочных секций и предлагает два варианта конструкции. В первом варианте речь идет о продольных несущих стенах пролетами 6,3 и 5,1 метра, а также редко расположенных поперечных несущих стенах, выполняющих роль диафрагм жесткости с шагом 6,3 и 3,0 метра. Второй вариант предполагает добавление поперечных несущих стен с шагом 6,6 и 3,6 метра. В обоих вариантах конструкции перекрытия выполнены либо из цельных плоских предварительно напряженных плит, либо из многопустотного настила.
Основной вариант серии — дома с продольными несущими стенами — рекомендуется для внедрения на заводах крупнопанельного домостроения районах, обеспеченных материалами для изготовления несущих наружных стеновых панелей.  С другой стороны, альтернативный вариант с поперечными несущими стенами рассчитан на ограниченное применение при наличии ячеистых бетонов для производства панелей наружных стен.

## Конструктивные особенности
Дома серии 111-108 имеют отличительную конструктивную особенность — несущие продольные стены, которые перекрываются предварительно напряжёнными сплошными железобетонными плитами толщиной 160 мм.
В домах серии 111-108 можно осуществлять относительно свободную планировку квартир (от 2-х до 6-ти) любой площади на этаж-секции.
...по желанию клиента можно изменить размеры кухни, жилых комнат, подсобных помещений, предусмотреть устройство нестандартного санузла. Также возможен любой набор квартир на лестничной площадке и этаже: можно сделать все 1-комнатные, можно все 2-, 3-комнатные или все разные. В Витебске  усовершенствованные версии домов 108 серии имеют наружные стены с трёхслойной конструкцией ("сэндвич"), что значительно повышает прочность, а также термическое сопротивление.
Преимуществом усовершенствованной 108-й серии в г. Витебске является высокий коэффициент термосопротивления наружных стеновых панелей — 3.25. Такой высокий коэффициент термосопротивления достигается благодаря трёхслойной структуре (бетон-пенополистирол-бетон) наружной стеновой панели.
- Тип дома — панельный.
- Этажность — 5-,9- и 10-этажные.
- Квартиры — 1-,2-,3-,4- и 5-комнатные.
- Высота жилых помещений — 2,62 м.
- Производитель — местные заводы КПД, ЖБК.
- Годы строительства — с 1970-х по настоящее время.
- Города распространения — Витебск и Витебская область, Минск, Могилёв, Великий Новгород, Луга, Череповец, Тула, Тосно, Смоленск, Вологда, Уфа, Стерлитамак, Белорецк, Ишимбай и Салават.

## Варианты планировок квартир в секциях
| 1к — 1к — 1к — 1к — 1к — 1к |
| 1к — 1к — 1к — 1к — 4к      |
| 1к — 1к — 1к — 2к — 3к      |
| 1к — 1к — 2к — 2к           |
| 1к — 1к — 1к — 1к — 2к      |
| 1к — 1к — 2к — 4к           |
| 1к — 2к — 2к — 3к           |
| 1к — 2к — 3к — 3к           |